# Santa Maria (Isabela)
Santa Maria é um município de  quarta classe de renda municipal (d) na província Isabela, nas Filipinas. De acordo com o censo de 1 de maio  de  2020 possui uma população de 25 758 pessoas e 5 485 domicílios.